# Johanneskerk (Tzum)
De Johanneskerk is een kerkgebouw in Tzum in de Nederlandse provincie Friesland. De kerk is een rijksmonument

## Beschrijving
De kerk, oorspronkelijk gewijd aan Johannes de Doper, heeft een eenbeukig romaans schip uit de 12e eeuw (noordgevel gedeeltelijk tufsteen) en een vijfzijdig gesloten gotisch koor uit de 14e eeuw. De toren uit 1548 is gebouwd onder leiding van Cornelis Claesz. De hoogte van de toren is 72 meter en daarmee de op een na hoogste kerktoren van Friesland na de Bonifatiustoren in Leeuwarden. De schacht van drie geledingen meet 31 meter en de ingesnoerde naaldspits 41 meter. De luidklok uit 1525 is gegoten door Geert van Wou en Johannes Schonenborch. Het orgel uit 1760 van Gerard Stevens werd in 1764 omgebouwd door Albertus Antoni Hinsz. Het interieur werd in 1882 vernieuwd. In 1960-'64, 2000 en 2003 werd de kerk gerestaureerd. 

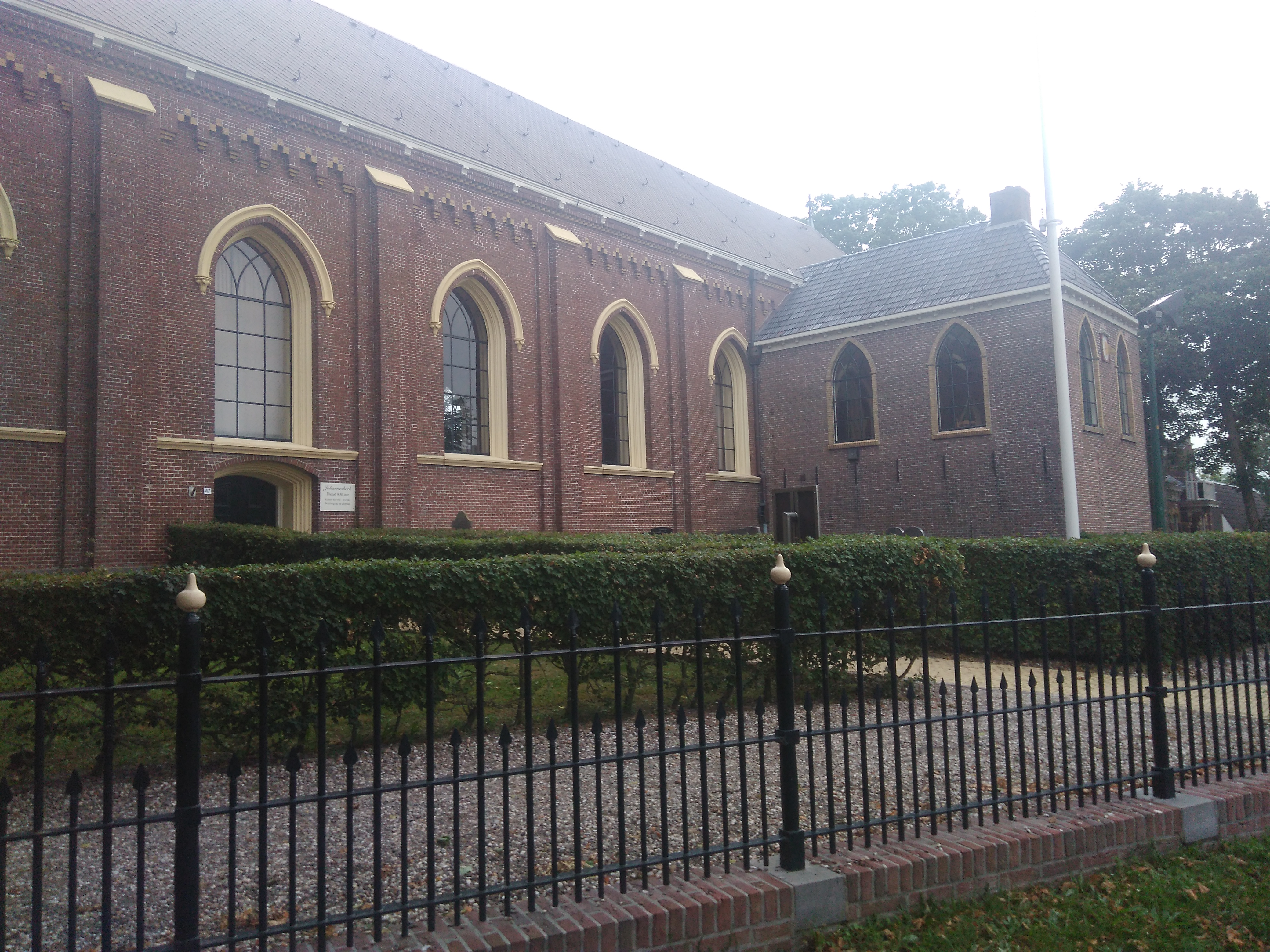
Zuidzijde
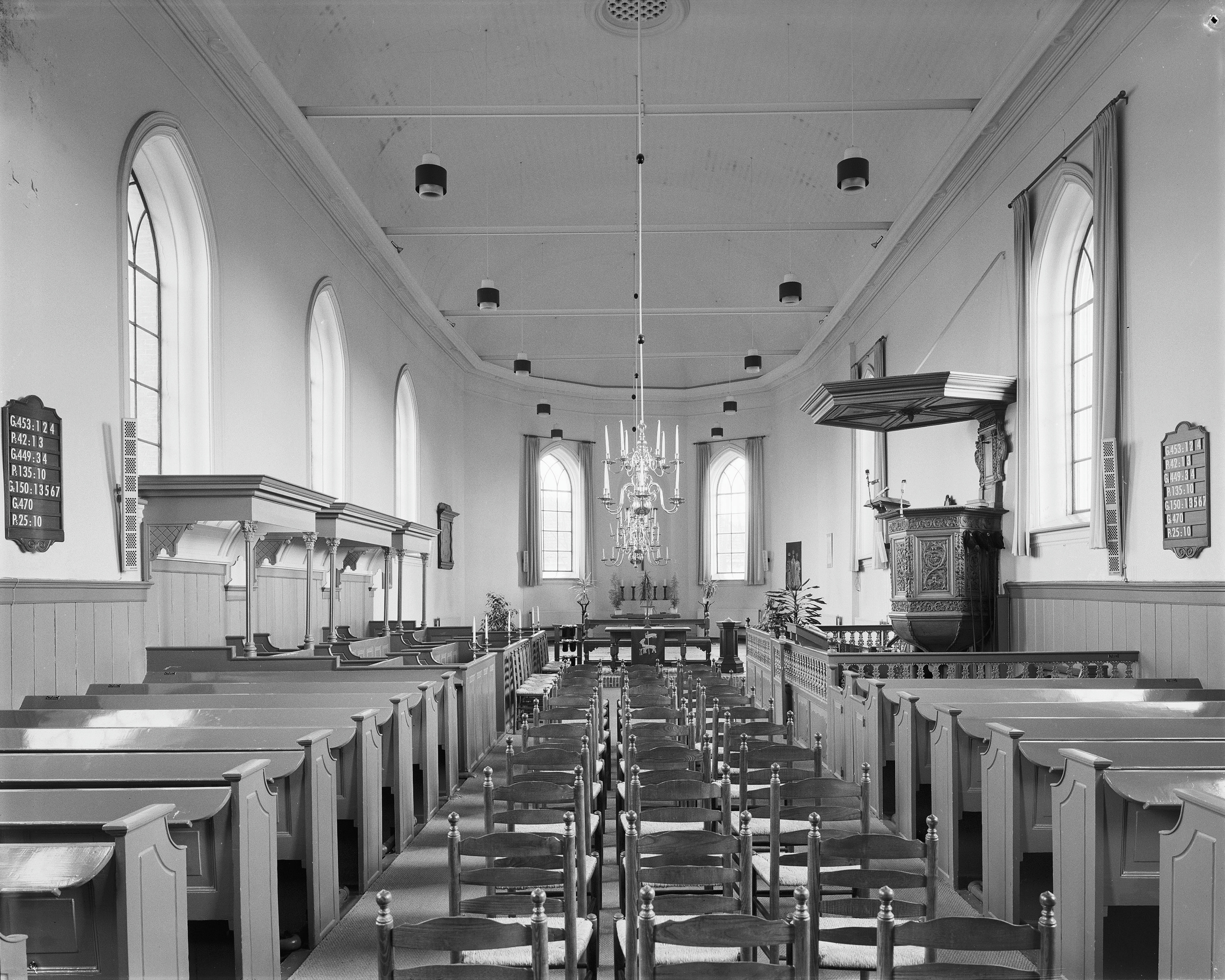
Interieur met preekstoel in 1989
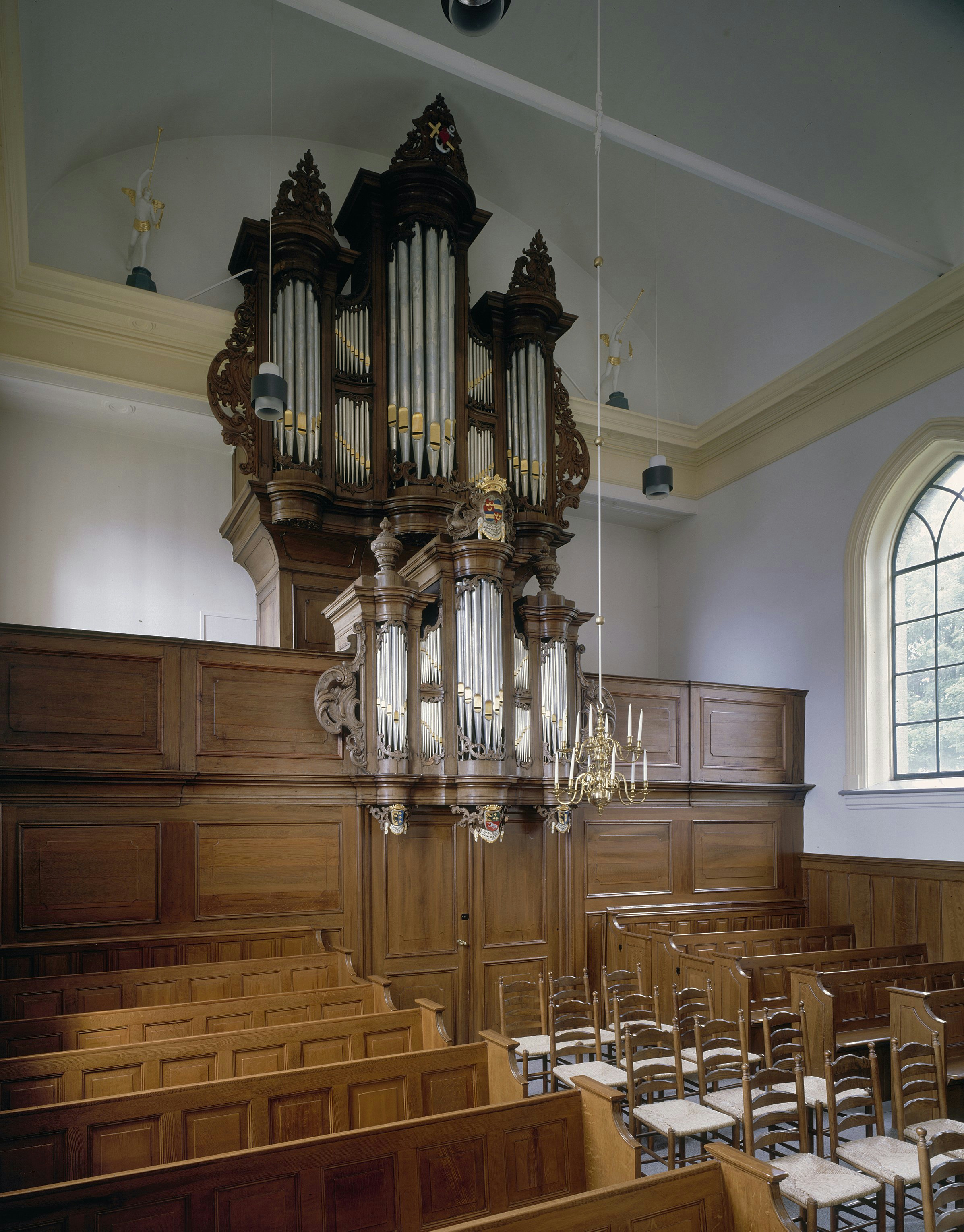
Interieur met orgel in 1997